# Стримтура (комуна)
Стримтура (рум. Strâmtura) — комуна у повіті Марамуреш в Румунії. До складу комуни входять такі села (дані про населення за 2002 рік):
- Глод (701 особа)
- Слетіоара (578 осіб)
- Стримтура (2932 особи) — адміністративний центр комуни

Комуна розташована на відстані 400 км на північ від Бухареста, 43 км на схід від Бая-Маре, 118 км на північ від Клуж-Напоки.

## Населення
За даними перепису населення 2002 року у комуні проживали 4211 осіб.
Національний склад населення комуни:
| Національність | Кількість осіб | Відсоток |
| -------------- | -------------- | -------- |
| румуни         | 4210           | > 99,9%  |
| угорці         | 1              | < 0,1%   |

Рідною мовою назвали:
| Мова      | Кількість осіб | Відсоток |
| --------- | -------------- | -------- |
| румунська | 4210           | > 99,9%  |
| угорська  | 1              | < 0,1%   |

Склад населення комуни за віросповіданням:
| Релігія            | Кількість осіб | Відсоток |
| ------------------ | -------------- | -------- |
| православні        | 3573           | 84,8%    |
| греко-католики     | 266            | 6,3%     |
| п'ятдесятники      | 98             | 2,3%     |
| адвентисти         | 89             | 2,1%     |
| римо-католики      | 8              | 0,2%     |
| не релігійні       | 8              | 0,2%     |
| реформати          | 1              | < 0,1%   |
| атеїсти            | 1              | < 0,1%   |
| не вказали релігію | 9              | 0,2%     |